# Historia Jamajki
Historia Jamajki – obejmuje dzieje państwa i narodu jamajskiego.

## Okres prekolumbijski
Pierwsi ludzi przybyli na Jamajkę prawdopodobnie z wysp na wschodzie . Ok. roku 600 n.e. przybyli tu ludzie kultury wytwarzającej czerwoną ceramikę . Dwieście lat później na wyspę dotarli Arawakowie, którzy nazywali ją Xaymaca – „krainą drewna i wody” .
Następnie wyspę opanowali Tainowie , wywodzący się z grupy  etnicznej Arawaków. Tainowie zajmowali się rybołówstwem i rolnictwem – uprawiali kukurydzę i maniok . Ich populacja szacowana jest na ok. 60 tys.  Zostali zdziesiątkowani po przybyciu Hiszpanów . Na temat ich historii i życia nie zachowało się wiele informacji, większość z nich pochodzi z wykopalisk archeologicznych .

## Okres kolonialny

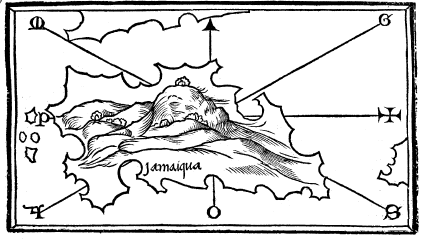
Mapa Jamajki opublikowana przez włoskiego kartografa Benedetto Bordone (1460–1531) w 1528 roku

Jamajka na mapie z Description de L'Univers (1683) francuskiego kartgorafa Alaina Manessona Malleta (1630–1706)

### Kolonia hiszpańska
Wyspa została odkryta przez Krzysztofa Kolumba w 1494 roku, który nadał jej nazwę Santiago – jednak nazwa ta się nie przyjęła . Kolumb spędził tu okres 1503–1504 po rozbiciu statku . Król Hiszpanii przyznał wyspę rodzinie Kolumba .
Hiszpanie skolonizowali wyspę, traktując ją przede wszystkim jako bazę dla dalszej ekspansji w Ameryce . Zajęli się uprawą manioku, jukki i w mniejszym stopniu trzciny cukrowej na plantacjach, na których do pracy w systemie reparto lub encomienda przymuszano miejscowych Indian. Wielu Tainów pojmano w niewolę, a wielu zmarło w wyniku chorób przywleczonych z Europy . W 1524 roku król Hiszpanii Karol I Hiszpański wydał Nowe Prawa dla Indii Zachodnich, które zabraniały niewoli Indian i przymuszania ich do pracy dla hiszpańskich plantatorów. Ze względu na brak rąk do pracy, Hiszpanie zaczęli sprowadzać na wyspę pierwszych niewolników z Afryki .
Pierwsza stała osada na wyspie – Sevilla la Nueva – została założona na jej północnym wybrzeżu przez hiszpańskiego oficera Juana de Esquivel (zm. 1523) , który w 1510 roku został pierwszym gubernatorem Jamajki. W 1514 roku na stanowisku zastąpił go konkwistador Francisco de Garay (1475–1523). W 1534 roku stolicą została Villa de la Vega – współczesne Spanish Town . W 1556 roku rodzina Kolumbów przekazała wyspę koronie hiszpańskiej w zamian za dożywotnie zachowanie tytułu księcia Jamajki i roczną rentę.
Na początku XVII wieku, liczba mieszkańców wyspy wynosiła ok. 3000 osób, przy czym niewielu afrykańskich niewolników i prawie żadnych Tainów .
W XVII wieku na wyspę zaczęli przybywać inni Europejczycy, m.in. Holendrzy i Anglicy, którzy zajmowali się piractwem i korsarstwem. Wyspa była plądrowana, a największe ataki miały miejsce w 1640 i w 1643 roku.

### Kolonia brytyjska

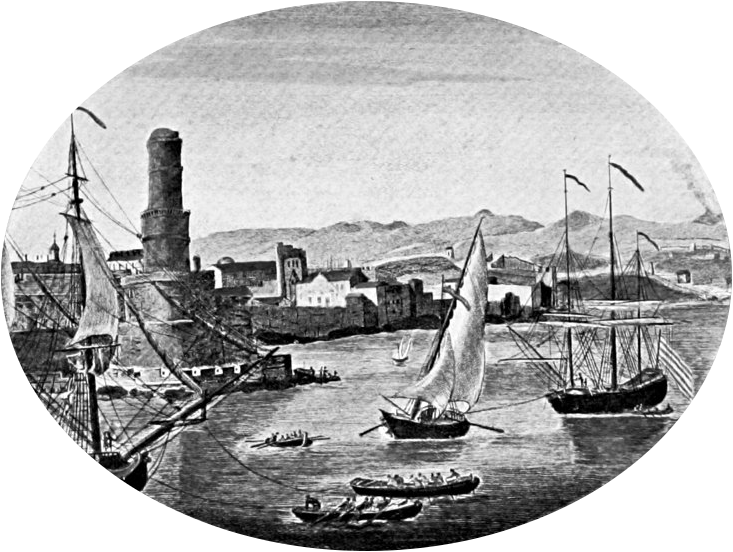
Port Royal przed 1692 rokiem

W 1655 roku wyspę zajęli Anglicy pod dowództwem Williama Penna (1621–1670) i generała Roberta Venablesa (1613–1687) . Ekspedycja angielska odbywała się w ramach Cromwellowskiego przedsięwzięcia The Western Design, którego celem było zdobycie jednej z wysp Wielkich Antyli jako przyczółka dla działalności angielskiej w regionie. Anglicy bezskutecznie próbowali zdobyć Hispaniolę i wobec porażki podjęli próbę zajęcia Jamajki, która przy braku obrony natychmiast skapitulowała.
Jamajka była pierwszą kolonią angielską zdobytą poprzez zajęcie kolonii innego państwa. W okresie tym wyspa miała ok. 2000–2500 mieszkańców, przede wszystkim Hiszpanów, Portugalczyków, Afrykańczyków i Indian.
Pod panowaniem Anglików Jamajka zaczęła rozwijać się gospodarczo, a rozwój opierał się na handlu niewolnikami i uprawie trzciny cukrowej, do której wykorzystywano pracę niewolniczą . Trzcina cukrowa w znacznej mierze służyła do produkcji rumu. Ponadto na wyspie prowadzono plantacje indygowców, kawowców i kakaowców .
Katolicka Hiszpania podjęła dwie próby odbicia wyspy z rąk protestanckiej Anglii – w 1657 i w 1658 roku – obie skończyły się niepowodzeniem. By obronić wyspę przed atakami hiszpańskimi, angielscy gubernatorzy współpracowali z bukanierami, którzy bez przeszkód mogli korzystać z portów kolonii . Miasto Port Royal było dla nich schronieniem i główną siedzibą na wyspie aż do silnego trzęsienia ziemi które nastąpiło w 1692 roku. Bukanierzy grabili okoliczne kolonie hiszpańskie i napadali na hiszpańskie statki handlowe . Część z nich była kaperami a niektórzy stali się kupcami i plantatorami .
Hiszpania zaprzestała walk w 1660 roku i ostatecznie zrzekła się wyspy w 1670 roku na mocy postanowień traktatu zawartego w Madrycie, który regulował kwestie terytorialne między Anglią a Hiszpanią w Ameryce. Po podpisaniu traktatu angielski gubernator zaniechał współpracy z bukanierami . Na mocy traktatu Anglia zobowiązywała się do usunięcia piratów ze swoich posiadłości w Indiach Zachodnich w zamian za zachowanie praw własności do nich. W 1672 roku aresztowano „króla bukanierów” Henry'ego Morgana (1635–1688) po jego zwycięstwie nad flotą hiszpańską i splądrowaniu Panamy. Po pogorszeniu się stosunków z Hiszpanią Morgan otrzymał tytuł szlachecki i powrócił na wyspę jako wicegubernator.
W 1680 roku liczba mieszkańców wyspy wynosiła ok. 18 tys., przy czym połowę stanowili niewolnicy . W 1692 roku Anglicy założyli miasto będące dziś stolicą Jamajki, Kingston.
Wyspa stanowiła centrum handlu niewolnikami powstałej w 1672 roku Royal African Company, która miała monopol na brytyjski handel niewolnikami . Niewolnicy często uciekali w głąb wyspy, tworząc enklawy, z których wyłoniła się mniejszość etniczna – Maroni . Na mocy pokoju utrechckiego z 1713 roku Wielka Brytania uzyskała wyłączność na sprzedaż afrykańskich niewolników do posiadłości hiszpańskich w Indiach Zachodnich na przez okres 40 lat. Jamajka stała się główną bazą przerzutową pomiędzy Afryką a Ameryką.
W 1782 roku Jamajce groziła inwazja wojsk francuskich przy wsparciu Hiszpanii . Francuska flota została pokonana przez marynarkę brytyjską pod dowództwem admirałów George'a Rodneya (1718–1792) i Samuela Hooda (1724–1816) w bitwie morskiej przy wyspach Les Saintes .

#### Zniesienie niewolnictwa

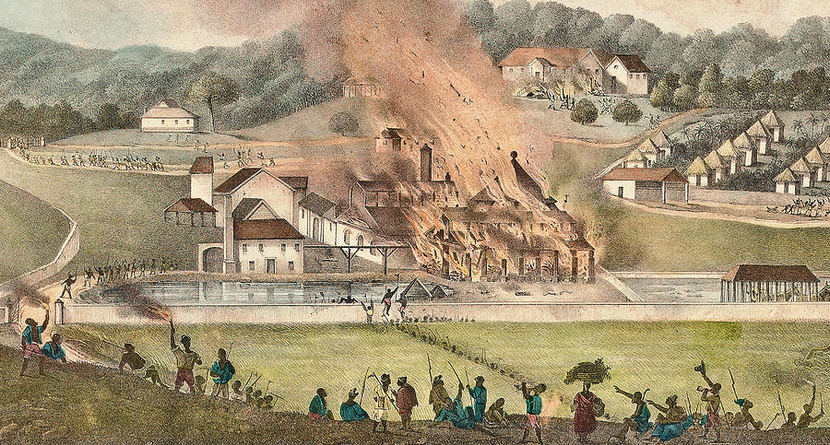
Zniszczenie plantacji Roehampton w trakcie Rebelii Sharpe'a w 1832 roku, 1833

W latach 1780–1787 z powodu spadku popytu na cukier zginęło z głodu 15 tys. niewolników . Maroni prowadzili działalność partyzancką i w XVIII w. doszło do wojen marońskich . Pierwszą w latach 1725–1739 wygrali Maroni, a ówczesny gubernator Edward Trelawny (1699–1754) nadał wolność zwolennikom marońskiego przywódcy Cudjoe . Drugą w latach 1795–1797 wygrali Brytyjczycy i deportowali 600 Maronów do Nowej Szkocji .
Kolejne powstania niewolników wybuchały w XVIII i XIX w., a największą była rebelia w latach 1831–1832 pod przywództwem Samuela Sharpe'a (1804–1832), nazywana „rebelią emancypacji”, „rebelią baptystów” lub „rebelią bożonarodzeniową” . Przy udziale tysięcy ludzi, był to największy zryw w historii Brytyjskich Indii Zachodnich . Powstanie zostało brutalnie stłumione a ich przywódcy straceni . Wydarzenia na Jamajce przyspieszyły prace w parlamencie brytyjskim nad Aktem Zniesienia Niewolnictwa, który został przyjęty w 1833 roku – akt zniósł niewolnictwo na terenie Imperium Brytyjskiego z dniem 1 sierpnia 1834 roku  i zwrócił wolność wszystkim niewolnikom z dniem 1 sierpnia 1838 roku.

#### Upadek gospodarki plantacyjnej

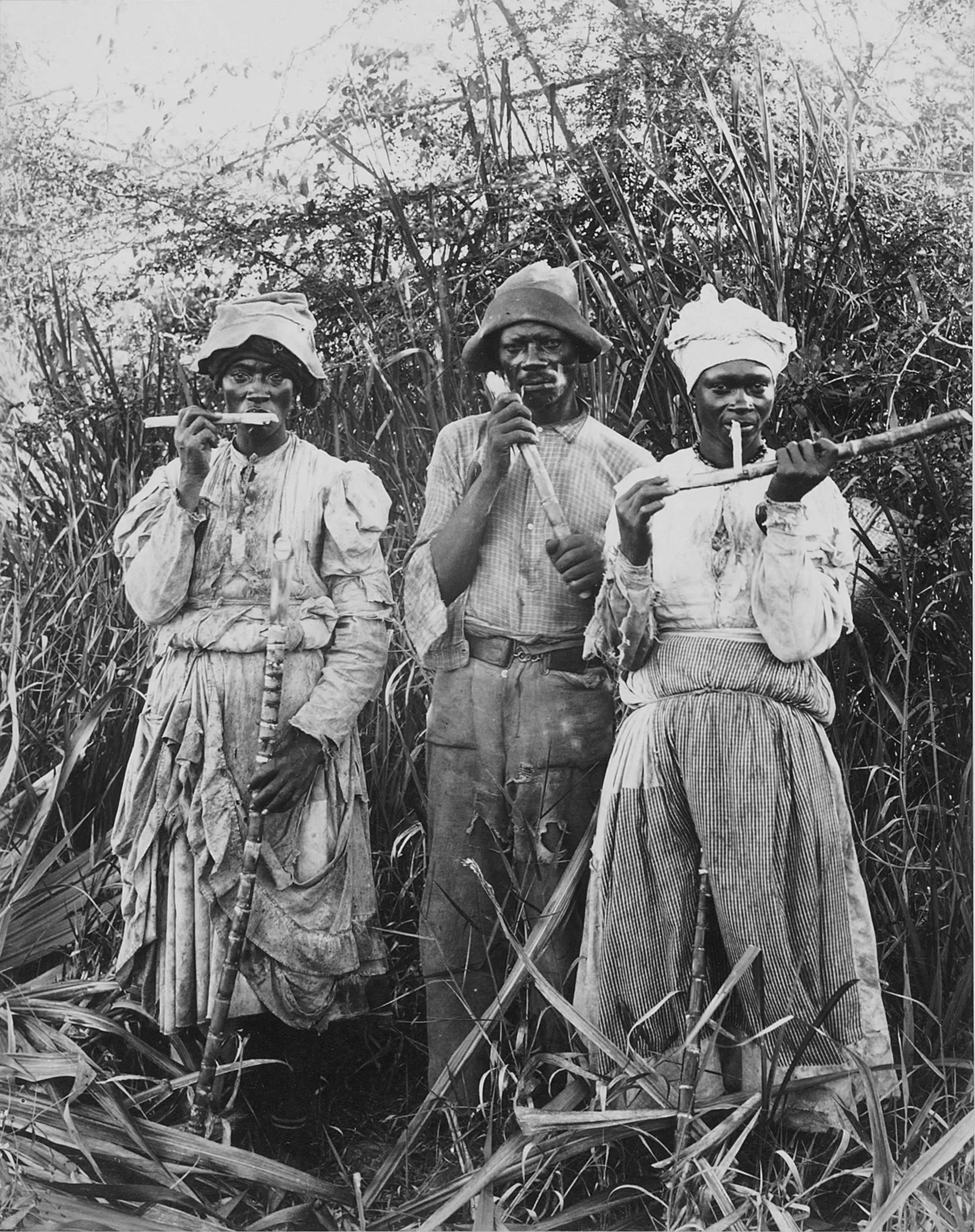
Żniwiarze trzciny cukrowej na Jamajce, lata 80. XIX w.

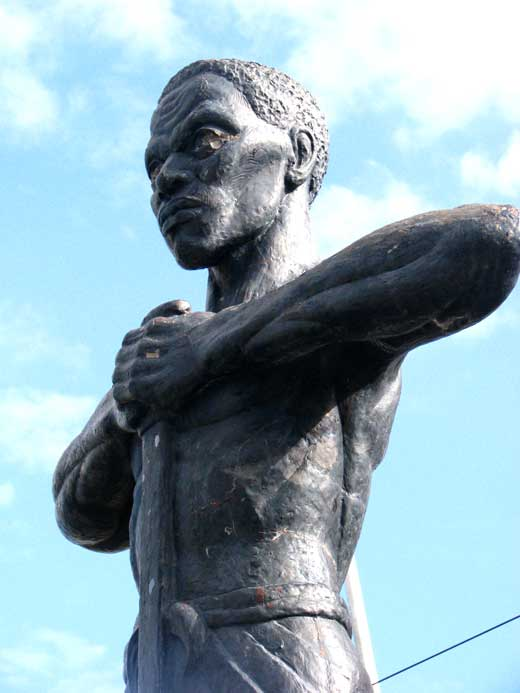
Pomnik Paula Bogle – przywódcy rebelii w Morant Bay w 1865 roku

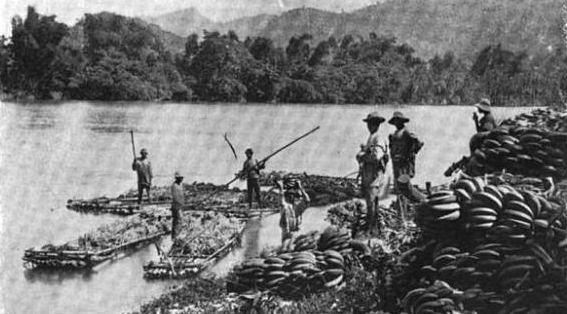
Transport bananów na Jamajce, 1894

Zakaz transatlantyckiego handlu niewolnikami (1807) i ostateczne zniesienie niewolnictwa (1834) doprowadziły do wzrostu kosztów produkcji na plantacjach . W latach 30. i 40. XIX w. władze Jamajki sprowadziły do prac na plantacjach pracowników z Indii i zbudowały pierwszą linię kolejową, co jednak nie poprawiło sytuacji plantatorów . W 1846 roku parlament zniósł taryfy ochronne, co doprowadziło do wzrostu cen cukru z trzciny cukrowej , który od początku XIX w. musiał konkurować z cukrem buraczanym . Wzrost kosztów produkcji w połączeniu z trudnościami ze zbytem, przyczyniło się do upadku gospodarki plantacyjnej .
W wyniku upadku plantacji doszło do bezrobocia i warunki życia uległy znacznemu pogorszeniu . Doprowadziło to do powstania ludności murzyńskiej, które zostało zapoczątkowane rebelią w Morant Bay w 1865 roku . Rebelianci zabili burmistrza i 18 innych wysoko urodzonych Europejczyków . Zgromadzenie Kolonialne Jamajki (ang. House of Assembly of Jamaica) przekazało swoją władzę na ręce gubernatora Edwarda Johna Eyre (1815–1901), który wprowadził stan wojenny i stłumił rebelię . Przywódca rebelii – Paul Bogle (1820–1865) został powieszony . Po protestach społecznych i przeprowadzonym śledztwie Eyre został odwołany ze stanowiska .
Zgromadzenie Kolonialne Jamajki zostało rozwiązane a wyspa stała się kolonią Korony . Nowym gubernatorem, z pełnią władzy ustawodawczej i wykonawczej, został John Peter Grant (1807–1893), który zreformował kolonię . Założył policję, zreformował sądownictwo, służbę zdrowia, departament robót publicznych i kasę oszczędnościową, usprawnił szkoły i zbudował system nawadniania terenów między Spanish Town i Kingston . W 1872 roku stolicą wyspy zostało Kingston, zastępując Spanish Town.
Pod koniec XIX w. Lorenzo Dow Baker (1840–1908) rozpoczął z Jamajki eksport bananów . Wraz z dziewięcioma inwestorami założył Boston Fruit Company, która w 1899 roku weszła do United Fruit Company, firmy, na której bazie w 1970 roku powstała Chiquita Brands International. Banany stały się głównym produktem eksportowym wyspy .
W 1907 roku Kingston i Port Royal nawiedziło silne trzęsienie ziemi, w wyniku którego zginęło 800 osób a zabudowa obu miast uległa zniszczeniu . Ówczesny gubernator wyspy Sydney Olivier (1859–1943) odbudował stolicę . W kraju panowało bezrobocie i wielu Jamajczyków wyemigrowało, m.in. do pracy przy budowie Kanału Panamskiego .
Po I wojnie światowej doszło do coraz większego uzależnienia wyspy od Stanów Zjednoczonych, których rząd wpływał na sytuację w kraju poprzez korporację United Fruit Company . Wzrosła też emigracja Jamajczyków do USA, na Kubę i do państw Ameryki Środkowej .

### Uzyskanie niepodległości
W połowie lat 30. XX w. podobnie jak w innych regionach Karaibów doszło do fali strajków związanych z niezadowoleniem z kolonialnych rządów . Jamajkę dotkliwie dotknęły skutki wielkiego kryzysu (ang. Great Depression) . Popularność zdobył nacjonalizm afrykański reprezentowany przez Marcusa Garveya (1887–1940) i jego Universal Negro Improvement Association .
W 1938 roku na wyspie doszło do protestów . W tym samym roku zaczęły powstawać pierwsze związki zawodowe, z których wyłoniły się później jamajskie partie polityczne . Alexander Bustamante (1884–1977) założył związki zawodowe, z których w 1943 roku powstała konserwatywna Jamajska Partia Pracy (ang. Jamaica Labour Party, JLP) . Norman Manley (1893–1969) założył socjaldemokratyczną Ludową Partię Narodową (ang. People's National Party, PNP) . Na mocy konstytucji Jamajki z 1944 roku powstała Izba Reprezentantów (ang. House of Representatives) i odbyły się pierwsze wybory powszechne, które wygrała Jamajska Partia Pracy . Konstytucja wprowadziła również Radę Ustawodawczą (ang. Legislative Council) i Radę Wykonawczą (ang. Executive Council), która w 1957 roku została przekształcona w gabinet pod przywództwem premiera . W 1959 roku Jamajka uzyskała pełną autonomię wewnętrzną .
Niedotknięta bezpośrednio skutkami II wojny światowej Jamajka skorzystała na pomocy finansowej na mocy Colonial Development and Welfare Act oraz z inwestycji zagranicznych . W latach 50. XX w. odnotowała szybki rozwój gospodarczy m.in. dzięki eksploatacji złóż boksytów, rozbudowie infrastruktury turystycznej i przemysłu maszynowego .
W latach 1958–1962 Jamajka była członkiem Federacji Indii Zachodnich, której była współzałożycielem . Po przegranej w wyborach w 1962 roku Normana Manleya premierem został Alexander Bustamante, który opowiadał się za wyjściem z federacji . W referendum w 1961 roku Jamajczycy poparli stanowisko Bustamante i jego JLP . Na wyspie był silny ruch secesyjny, co związane było z niechęcią do utrzymywania niewielkich wysepek karaibskich . Jamajka opuściła federację, co doprowadziło do jej rozpadu .
6 sierpnia 1962 roku Jamajka uzyskała niepodległość, stała się monarchią konstytucyjną należącą do brytyjskiej Wspólnoty Narodów . Głową państwa pozostała brytyjska królowa Elżbieta II, a jej reprezentantem na wyspie jest gubernator, mianowany przez rząd na czele z premierem. Pierwszym premierem został Alexander Bustamante (1884–1977) , a gubernatorem generalnym Jamajki Kenneth Blackburne (1907–1980).

## Lata 60. XX w.
Początkowo rządy sprawowała Jamajska Partia Pracy. Konserwatyści prowadzili politykę ścisłej współpracy z USA i gospodarki wolnorynkowej . Przeprowadzono wiele inwestycji infrastrukturalnych . Głównym partnerem handlowym było USA, które było również głównym inwestorem zagranicznym w przemysł wydobywczy i turystyczny . Wielka Brytania oferowała preferencyjne warunki handlu cukrem i bananami . Pomimo szybkiego tempa rozwoju nadal panowało bezrobocie, co sprzyjało niezadowoleniu społecznemu, dochodziło do zamieszek .
W 1969 roku Jamajka wstąpiła do Organizacji Państw Amerykańskich (ang. Organization of American States) i do Ruchu Państw Niezaangażowanych (ang. Non-Aligned Movement) .
Rząd aktywnie promował kulturę Jamajki . Marcus Garvey, George William Gordon i Paul Bogle  zostali uznani za bohaterów narodowych Jamajki . W 1969 roku wprowadzono ordery jamajskie, które zastąpiły ordery brytyjskie .

### Ruch Rastafari
W latach 60. XX wieku wielu wyznawców zyskał powstały wcześniej na Jamajce ruch rastafarian. Żądali oni przeniesienia ludności murzyńskiej do Afryki i uznawali za swojego władcę cesarza Etiopii Hajle Sellasje, którego obdarzyli tytułem negusa.

## Lata 70. XX w.

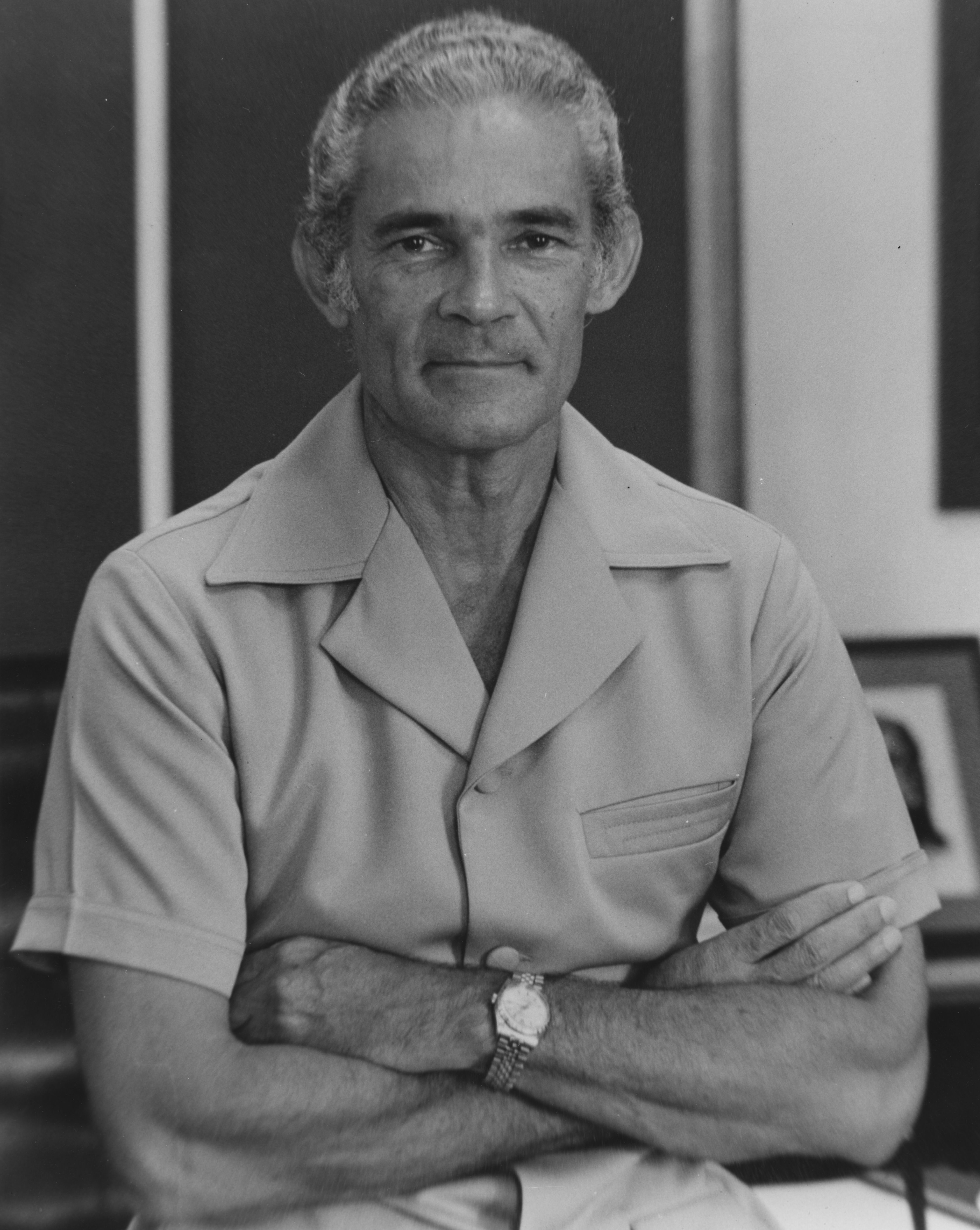
Michael Manley w latach 70. XX w.

W 1972 roku władzę przejęli socjaldemokraci z PNP, a premierem został syn Normana Manleya – Michael Manley (1924–1997) . Od 1974 roku rząd PNP realizował radykalne reformy w duchu demokratycznego socjalizmu, m.in. reformę rolną, reformy społeczne, nacjonalizację części przemysłu i usług oraz kontrolę kapitału zagranicznego . Wprowadzono także opłaty za eksport boksytu . Rząd Manleya walczył z analfabetyzmem i podjął działania na rzecz szerszego dostępu do wyższej edukacji .
Jamajka nawiązała również bliskie kontakty z rewolucyjną Kubą , a także z Chinami i ZSRR .

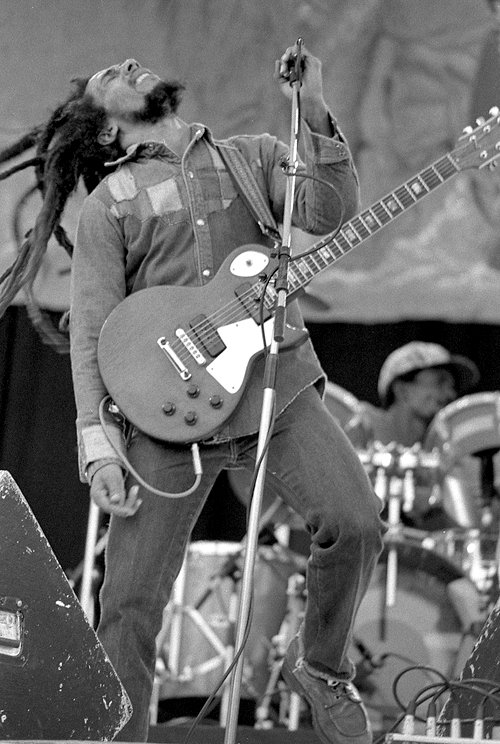
Bob Marley, 1980

Reformy spowodowały odpływ zagranicznych inwestorów oraz konflikt z Międzynarodowym Funduszem Walutowym . Doszło do załamania się produkcji przemysłowej . Manleya oskarżano o komunizm, doszło do zamieszek i w 1976 roku wprowadzono stan wyjątkowy . Niemniej jednak Manley i PNP ponownie zwyciężył w wyborach w 1976 roku, lecz przegrał w kolejnych w 1980 roku wskutek pogarszających się warunków życia .
Sytuację u schyłku rządów Manleya utrudniały też prawicowe bojówki Partii Pracy, które dokonując zamachu na Boba Marleya biorącego udział w wiecu poparcia dla rządu, rozpętały walki uliczne między bojówkami Partii Pracy i Ludowej Partii Narodowej.

## Lata 80. i 90. XX w.

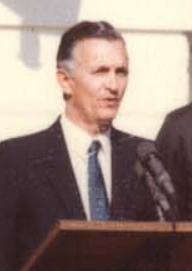
Edward Seaga, 1981

W 1980 roku władzę ponownie objęli konserwatyści, którzy przeprowadzili liberalizację gospodarki . Rząd premiera Edwarda Seagi (1930–2019) popierał politykę Stanów Zjednoczonych w stosunku do Kuby i Grenady . Jamajka otrzymała pomoc finansową od USA . W 1983 roku nieliczne wojska jamajskie wzięły udział w amerykańskiej inwazję na Grenadę rządzonej przez rewolucjonistów . Po krótkim okresie wzrostu gospodarczego doszło do fali kryzysu . Jamajka zaczęła wprowadzać programy reform przy wsparciu Banku Światowego i Międzynarodowego Funduszu Walutowego . Oszczędnościowa polityka gospodarcza wzbudziła niezadowolenie społeczne, które objawiło się strajkiem generalnym w 1985 roku .

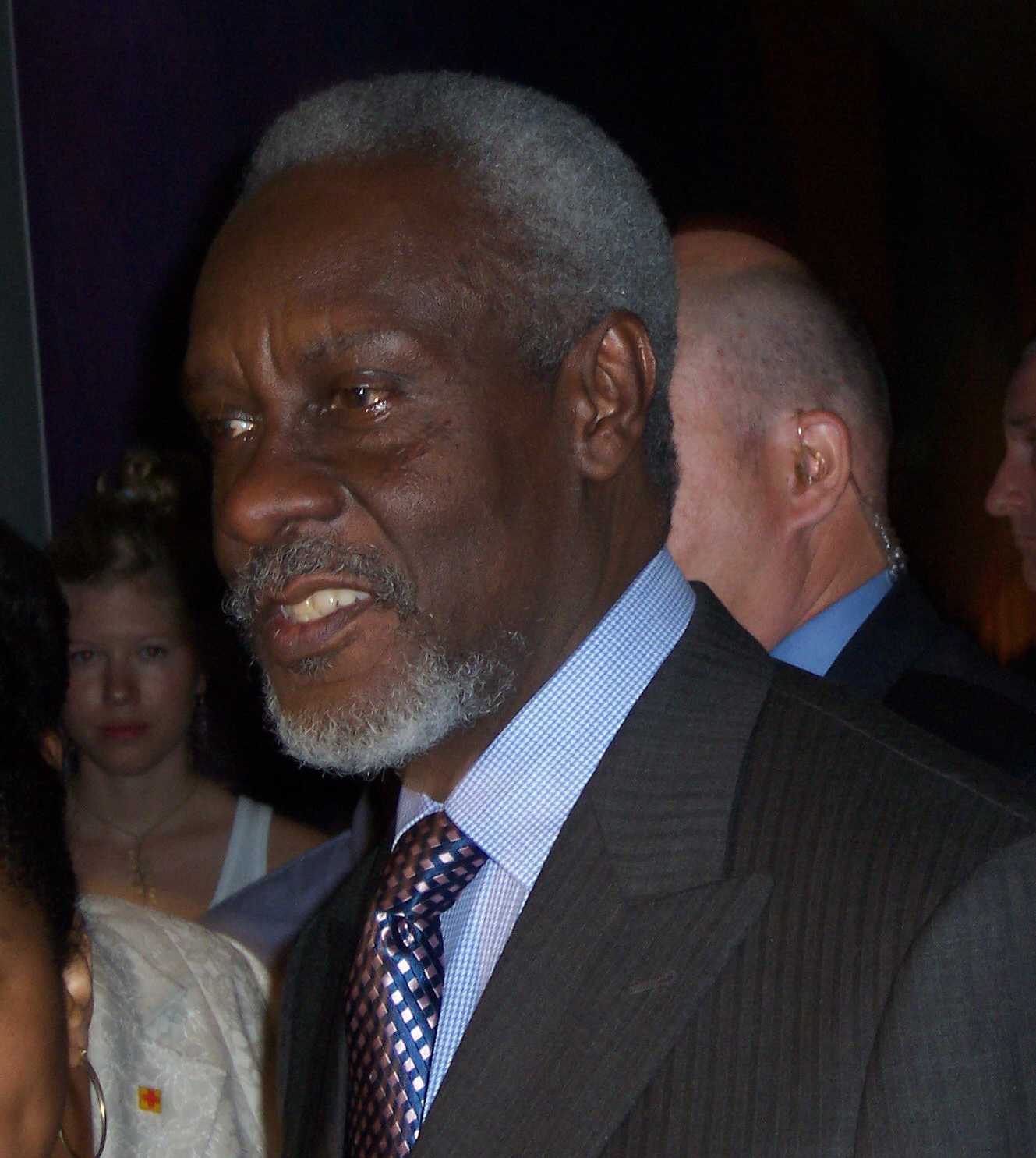
Percival James Patterson, 2005

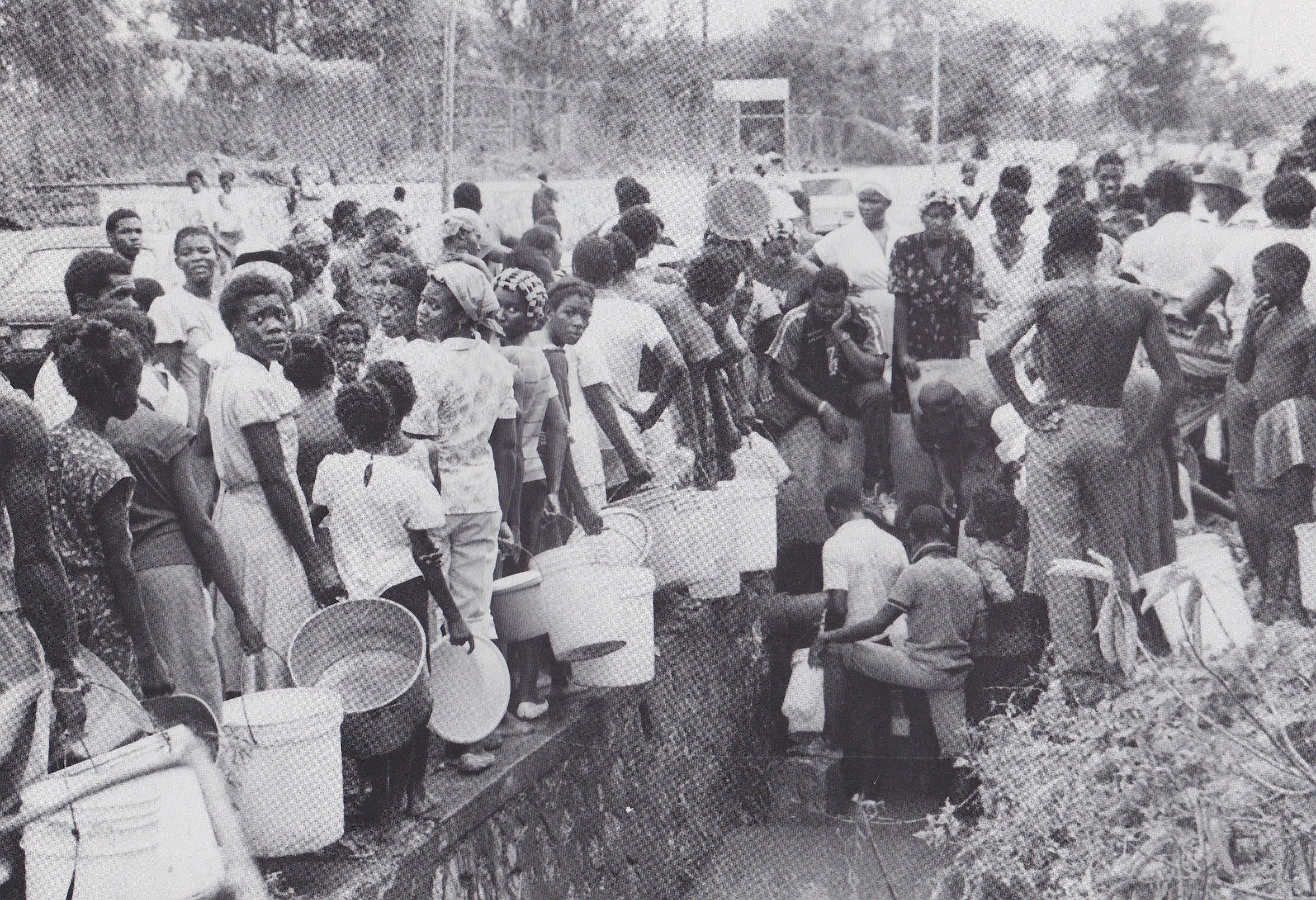
Mieszkańcy Kingston w kolejce po wodę po przejściu huraganu Gilbert, 1988

W 1988 roku Jamajkę nawiedził huragan Gilbert, co doprowadziło do kolejnego załamania gospodarczego . Seaga przegrał w kolejnych wyborach na rzecz PNP i Michaela Manleya . Manley, a także jego następca Percival James Patterson, jednak kontynuowali politykę konserwatystów . Manley przeprowadził deregulację sektora finansowego i wprowadził płynny kurs walutowy . Patterson ustabilizował gospodarkę, prowadząc politykę oszczędnościową . Działania rządu skupiono na rozwoju sieci drogowej, reformie rolnej i budownictwie mieszkaniowym . Skoncentrowano się na wspólnym rynku CARICOMu . W 1997 roku Jamajka została dotknięta kryzysem, jednak trudną sytuację podratowały hiszpańskie inwestycje w bazę turystyczną na początku XXI w. 

## XXI wiek
W 2002 roku przeprowadzono zmianę w konstytucji polegającą na odstąpieniu od składania przysięgi na wierność królowej Wielkiej Brytanii . Odtąd w sądach składa się przysięgę na wierność konstytucji jamajskiej obowiązującej od 1962 roku, a przysięgę na wierność królowej brytyjskiej składa jedynie gubernator generalny .
Patterson odszedł na emeryturę w 2006 roku, a przywództwo w partii PNP objęła Portia Simpson-Miller, która została premierem jako pierwsza kobieta w historii kraju . W 2006 roku Jamajka przystąpiła do Wspólnego Rynku i Gospodarki CARICOM (ang. CARICOM Single Market and Economy) .

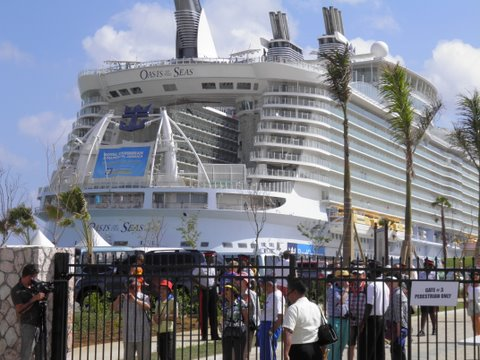
Statek wycieczkowy „Oasis of the Seas” w porcie w Falmouth

W 2007 roku wybory wygrali konserwatyści, a premierem został Bruce Golding . W tym okresie Jamajka została dotknięta światowym kryzysem i ponownie korzystała ze wsparcia Międzynarodowego Funduszu Walutowego . Wówczas sprzedano udziały państwa w przedsiębiorstwach produkujących cukier z trzciny cukrowej inwestorom chińskim, a narodowe linie lotnicze Air Jamaica zostały kupione przez Trynidad i Tobago . Przemysł wydobycia boksytów pozyskał inwestorów rosyjskich . Zmodernizowano port w Falmouth, który został przystosowany do przyjmowania ogromnych statków wycieczkowych i otwarty w 2011 roku .
Rząd Golding upadł w 2011 roku po skandalu wokół aresztowania Christophera Coke'a podejrzanego o prowadzenie jamajskiego kartelu narkotykowego . W 2010 roku podczas próby pojmania Coke'a doszło do krwawych zamieszek pomiędzy zwolennikami domniemanego barona narkotykowego a służbami bezpieczeństwa .
W następstwie premierem kraju został Andrew Holness, który stracił władzę w wyborach w 2011 na rzecz Portii Simpson Miller .
W 2016 roku wybory wygrali konserwatyści i premierem ponownie został Andrew Holness . W tym samym roku, podczas Letnich Igrzysk Olimpijskich w Rio de Janeiro, Jamajczyk Usain Bolt wygrał w sprincie na dystansie 100 i 200 m i przeszedł do historii jako pierwszy zwycięzca w obu tych konkurencjach w trzech olimpiadach .

### COVID-19
W 2020 roku Jamajka została dotknięta pandemią COVID-19 – pierwszy przypadek zachorowania odnotowano 10 marca 2020 roku. Na dzień 22 maja 2020 roku na Jamajce raportowano 534 przypadki, z czego 9 śmiertelnych. By zapobiec rozprzestrzenianiu się wirusa, rząd Jamajki wprowadził stan wyjątkowy, m.in. zamknięto granice i wprowadzono szereg innych ograniczeń i działań ochronnych (m.in. zamknięto szkoły, wprowadzono system pracy zdalnej, itd.).
Wobec negatywnych skutków dla jamajskiej gospodarki, związanych przede wszystkim z zamknięciem sektora turystycznego, rząd Jamajki wystąpił o wsparcie prewencyjne Międzynarodowego Funduszu Walutowego.